# Nectochaeta grimaldii
Nectochaeta grimaldii är en ringmaskart som beskrevs av Marenzeller 1892. Nectochaeta grimaldii ingår i släktet Nectochaeta och familjen Polynoidae. Inga underarter finns listade i Catalogue of Life.